# Luciano Marchitiello
Luciano Marchitiello (Roma, 13 settembre 1959) è un doppiatore italiano. È stato attivo fino al 2018 ed è noto per aver doppiato il personaggio di Cleveland Brown  nei cartoni animati  I Griffin, nelle prime 10 stagioni, e  The Cleveland Show.

## Doppiaggio

### Animazione
- Cleveland Brown in I Griffin (st. 1-10) e The Cleveland Show
- Padre di Seb in Pahè
- Sagata in Reporter Blues
- Saint Joust (1^ voce) in Lady Oscar
- Klondike in Nanako SOS
- Jehan (2^ voce) in Belle et Sebastien
- Buster in Tutti in campo con Lotti
- Prof. Vispiego in Lilli un guaio tira l'altro
- Arabo in I fantastici viaggi di Fiorellino
- Soun Tendo in Ranma ½ (ep. 51-151; doppiaggio CRC)
- Mendo (2^ voce) e padre di Ryunosuke (3^ voce) in Lamù
- Voce narrante in Gaiking il robot guerriero (2ª parte degli epis.)
- Conan Wayne in La corazzata Yamato (2ª serie)
- Poliziotto in Video Girl Ai
- Leon in Bubblegum Crisis
- Raoul Am in Il cuneo dell'amore
- Zapan in Alita l'angelo della battaglia
- Bishamonten in RG Veda
- Phoebus in Quasimodo - il gobbo di Notre Dame
- Nappa in Dragon Ball Z - Le origini del mito

### Attori
- Mark Harmon in Eroi per un amico
- Peter Barton in Il principe delle stelle
- Timothy Hutton in Il gioco del falco
- Ed Harris in Sotto tiro
- Vincent Lindon in Mistery
- Cyril O'Reilly in Navy Seals - Pagati per morire
- Kevin McNally in Grido di libertà
- Bill Paxton in Il buio si avvicina
- Nick Mancuso in I predatori della vena d'oro
- Treat Williams in L'ora della violenza 2
- Martin Kove in Final Equinox
- William Tepper in All'ultimo respiro
- Steven Bauer in Missione finale
- Michael Paré in Mercanti di morte
- Bryan Genesse in Project Shadowchaser II
- Shannon McCormick in Atto di guerra
- Jacques Perrin in I quarantesimi ruggenti
- Edward Zentara in Vita per vita
- Pedro Loeb in Spiando Marina
- Andrea Occhipinti in Bolero Extasy